# Gunna (ö)
Gunna är en ö i Storbritannien.   Den ligger i kommunen Argyll and Bute och riksdelen Skottland, i den nordvästra delen av landet, 700 km nordväst om huvudstaden London. Arean är 1,0 kvadratkilometer.
Terrängen på Gunna är mycket platt. Öns högsta punkt är 29 meter över havet. Den sträcker sig 1,3 kilometer i nord-sydlig riktning, och 1,7 kilometer i öst-västlig riktning.